# Mohammed Al-Khojali
Mohammed Al-Khojali (en árabe: محمد الخوجلي‎; Riad, Arabia Saudita; 15 de enero de 1973) es un exfutbolista de Arabia Saudita que jugaba en la posición de guardameta.

## Carrera

### Club
| Periodo   | Club                  |
| --------- | --------------------- |
| 1998–2009 | Al-Nassr              |
| 2008      | → Sdoos Club (cedido) |
| 2010–2014 | Al-Raed               |
| 2014–2015 | Al-Fayha FC           |

### Selección nacional
Jugó para Arabia Saudita en 20 ocasiones de 2001 a 2004, participó en la Copa Mundial de Fútbol de 2002 y en la Copa Asiática 2000.

## Logros

### Club
- Copa Federación de Arabia Saudita (1): 2007/07
- Recopa Árabe (1): 2000/01
- Supercopa Árabe (1): 2001

### Selección nacional
- Copa de Naciones Árabe (1): 2002
- Copa de Naciones del Golfo (2): 2002, 2003

### Individual
- Premio Fair Play de la Copa Mundial de Clubes de la FIFA 2000.